# Golden Gloves
Golden Gloves – amerykański turniej bokserski rozgrywany od 1928, jeden z najważniejszych zawodów obok mistrzostw Stanów Zjednoczonych w USA. 
Pierwsza edycja turnieju odbyła się w 1928 roku. Do turnieju mogą przystępować zawodnicy, którzy ukończyli 16 rok życia, nie są zawodowcami oraz muszą być obywatelami Stanów Zjednoczonych. Zawody rozgrywane są każdego roku, a kwalifikacje można uzyskać, wygrywając regionalne turnieje Golden Gloves.

## Regionalne turnieje Golden Gloves
- Alabama Golden Gloves
- Buffalo Golden Gloves
- Chicago Golden Gloves
- Cincinnati Golden Gloves
- Cleveland Golden Gloves
- Colorado-New Mexico Golden Gloves
- Detroit Golden Gloves
- Florida Golden Gloves
- Hawaii Golden Gloves
- Indiana Golden Gloves
- Iowa Golden Gloves
- Kansas City Golden Gloves
- Kansas-Oklahoma Golden Gloves
- Knoxville Golden Gloves
- Michigan Golden Gloves
- Mid-South Golden Gloves
- Nevada Golden Gloves
- New England Golden Gloves
- New Jersey Golden Gloves
- New York Metro Golden Gloves
- Omaha Golden Gloves
- Oregon Golden Gloves
- Pennsylvania Golden Gloves
- Rocky Mountain Golden Gloves
- St. Louis Golden Gloves
- Syracuse Golden Gloves
- Texas Golden Gloves
- Toledo Golden Gloves
- Tri-State Golden Gloves
- Upper Midwest Golden Gloves
- Washington, D.C. Golden Gloves
- Wisconsin Golden Gloves